# (6215) Mehdia
(6215) Mehdia est un astéroïde de la ceinture principale.

## Description
(6215) Mehdia est un astéroïde de la ceinture principale. Il fut découvert le 7 mars 1973 à Bergedorf par Luboš Kohoutek. Il présente une orbite caractérisée par un demi-grand axe de 2,70 UA, une excentricité de 0,07 et une inclinaison de 1,6° par rapport à l'écliptique.